# Vuelta a España 1975
La Vuelta a España 1975, trentesima edizione della corsa, si è svolta in diciannove tappe, undicesima e ultima suddivise in due semitappe, precedute da un cronoprologo iniziale, dal 22 aprile all'11 maggio 1975, per un percorso totale di 3104 km. La vittoria fu appannaggio dello spagnolo Agustín Tamames, che completò il percorso in 88h00'56", precedendo i connazionali Domingo Perurena e Miguel María Lasa.

## Tappe
| Tappa  | Data      | Percorso                                          | km   | Vincitore di tappa | Leader cl. generale |
| ------ | --------- | ------------------------------------------------- | ---- | ------------------ | ------------------- |
| Prol.  | 22 aprile | Fuengirola > Fuengirola (cron. individuale)       | 4,4  | Roger Swerts       | Roger Swerts        |
| 1ª     | 23 aprile | Marbella > Marbella                               | 78   | Wilfried Wesemael  | Roger Swerts        |
| 2ª     | 24 aprile | Malaga > Granada                                  | 143  | Miguel María Lasa  | Miguel María Lasa   |
| 3ª     | 25 aprile | Granada > Almería                                 | 179  | Agustín Tamames    | Miguel María Lasa   |
| 4ª     | 26 aprile | Almería > Águilas                                 | 178  | Marino Basso       | Miguel María Lasa   |
| 5ª     | 27 aprile | Águilas > Murcia                                  | 176  | Luc Leman          | Miguel María Lasa   |
| 6ª     | 28 aprile | Murcia > Benidorm                                 | 217  | Marino Basso       | Miguel María Lasa   |
| 7ª     | 29 aprile | Benidorm > Benidorm (cron. individuale)           | 8,3  | Miguel María Lasa  | Miguel María Lasa   |
| 8ª     | 30 aprile | Benidorm > La Pobla de Farnals                    | 217  | Marino Basso       | Miguel María Lasa   |
| 9ª     | 1º maggio | La Pobla de Farnals > Vinaròs                     | 157  | Marino Basso       | Miguel María Lasa   |
| 10ª    | 2 maggio  | Vinaròs > Cambrils                                | 173  | Marino Basso       | Miguel María Lasa   |
| 11ª-1ª | 3 maggio  | Cambrils > Barcellona                             | 151  | Antonio Menéndez   | Miguel María Lasa   |
| 11ª-2ª | 3 maggio  | Barcellona > Barcellona                           | 30,3 | Marino Basso       | Miguel María Lasa   |
| 12ª    | 4 maggio  | Palma di Maiorca > Palma di Maiorca               | 181  | Agustín Tamames    | Miguel María Lasa   |
| 13ª    | 5 maggio  | Barcellona > Tremp                                | 189  | Domingo Perurena   | Domingo Perurena    |
| 14ª    | 6 maggio  | Tremp > Formigal                                  | 233  | Agustín Tamames    | Domingo Perurena    |
| 15ª    | 7 maggio  | Jaca > Irache                                     | 160  | Agustín Tamames    | Domingo Perurena    |
| 16ª    | 8 maggio  | Irache > Urkiola                                  | 150  | Agustín Tamames    | Domingo Perurena    |
| 17ª    | 9 maggio  | Durango > Bilbao                                  | 123  | Donald Allan       | Domingo Perurena    |
| 18ª    | 10 maggio | Bilbao > Miranda de Ebro                          | 186  | Hennie Kuiper      | Domingo Perurena    |
| 19ª-1ª | 11 maggio | Miranda de Ebro > Beasain                         | 110  | Julien Stevens     | Domingo Perurena    |
| 19ª-2ª | 11 maggio | San Sebastián > San Sebastián (cron. individuale) | 31,7 | Jesús Manzaneque   | Agustín Tamames     |
| Totale | Totale    | Totale                                            | 3104 |                    |                     |

## Classifiche finali

### Classifica generale
| Pos. | Corridore         | Squadra        | Tempo     |
| ---- | ----------------- | -------------- | --------- |
| 1    | Agustín Tamames   | Super Ser Zeus | 88h00'56" |
| 2    | Domingo Perurena  | KAS-Kaskol     | a 14"     |
| 3    | Miguel María Lasa | KAS-Kaskol     | a 33"     |
| 4    | Luis Ocaña        | Super Ser Zeus | a 1'34"   |
| 5    | Hennie Kuiper     | Frisol-GBC     | a 2'29"   |
| 6    | Fernando Mendes   | Benfica        | a 5'50"   |
| 7    | Giuseppe Perletto | Magniflex      | a 5'55"   |
| 8    | José Martins      | Coelima        | a 6'53"   |
| 9    | Santiago Lazcano  | Super Ser Zeus | a 7'26"   |
| 10   | Jesús Manzaneque  | Monteverde     | a 7'57"   |

### Classifica a punti
| Pos. | Corridore         | Squadra        | Punti |
| ---- | ----------------- | -------------- | ----- |
| 1    | Miguel María Lasa | KAS-Kaskol     | 249   |
| 2    | Agustín Tamames   | Super Ser Zeus | 188   |
| 3    | Domingo Perurena  | KAS-Kaskol     | 160   |

### Classifica scalatori
| Pos. | Corridore    | Squadra        | Punti |
| ---- | ------------ | -------------- | ----- |
| 1    | Andrés Oliva | KAS-Kaskol     | 117   |
| 2    | Pedro Torres | Super Ser Zeus | 112   |
| 3    | Luis Ocaña   | Super Ser Zeus | 60    |